# Маркервилл
Маркервилл — деревня в центральной части провинции Альберта, Канада, в округе Ред-Дир . Расположена в 4 км к северу от шоссе 54, примерно в 29 км к юго-западу от Ред-Дир.

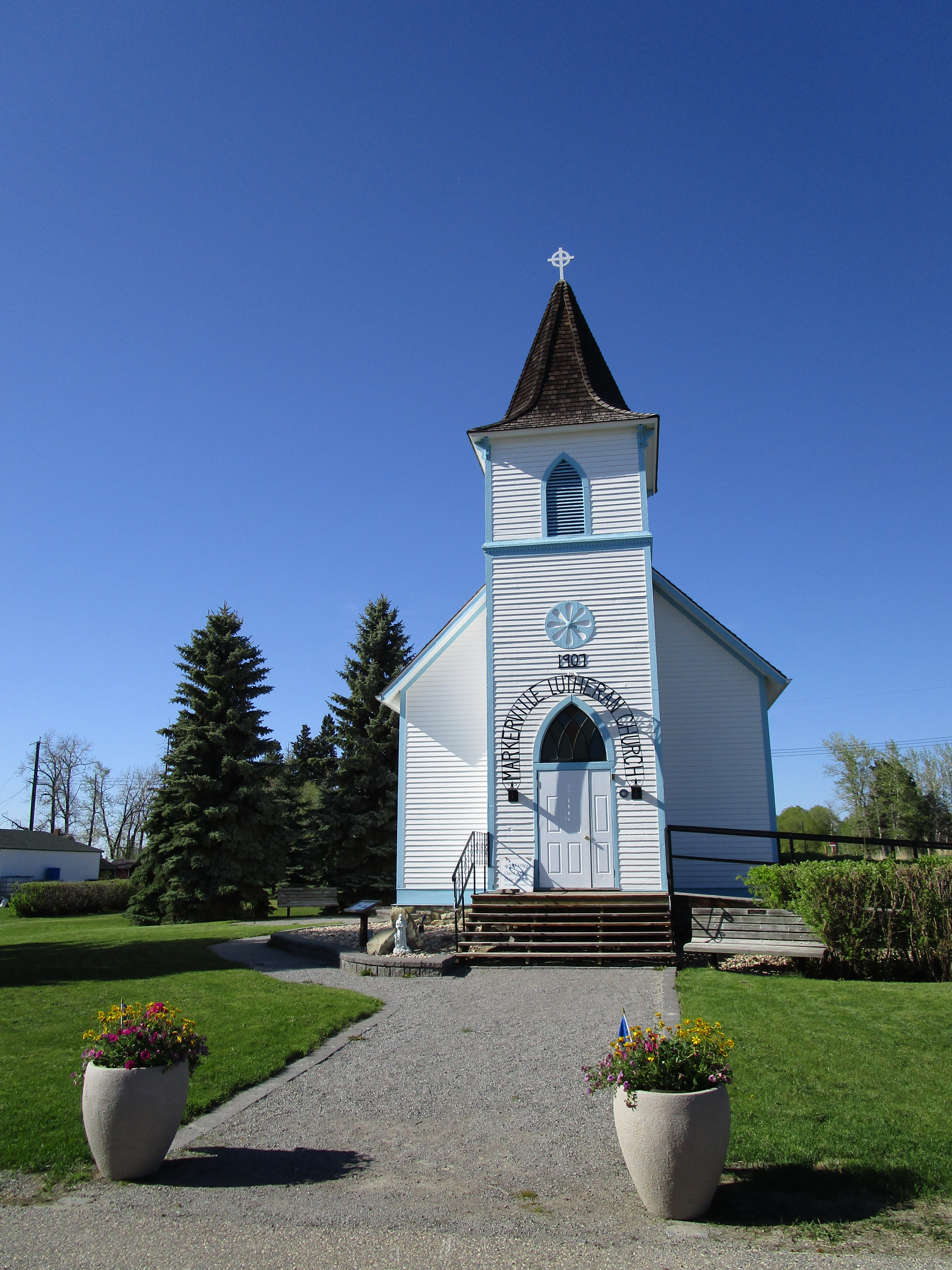
Маркервильская лютеранская церковь, построенная в 1907 году.

В Маркервилле провёл большую часть жизни Стефан Г. Стефанссон, канадско-исландский поэт, чей дом сохранился как историческое место провинции Альберта.

## Демография
Согласно переписи населения 2016 года, проведенной Статистическим управлением Канады, в Маркервилле проживало 45 человек в 19 из 22 его частных жилищ, то есть на 7,1% выше, чем население в 2011 году, составлявшее 42 человека. Площадь составляет 0.19 кв. км, а плотность населения 236,8 чел /  км² в 2016 году.